# Spartakiádní stadion
Spartakiádní stadion (Nederlands: Spartakiadestadion) is een voormalig onoverdekt stadion in de Moravische stad Olomouc in de wijk Nová Ulice. Het stadion werd voornamelijk gebruikt voor spartakiade-evenementen onder het communistische regime in Tsjecho-Slowakije. In 2006 is het grootste deel van het Spartakiádní stadion afgebroken, alleen een deel van de oostelijke tribune is blijven staan. Op het zuidelijke gedeelte van het terrein van het stadion zijn trainingsvelden van SK Sigma Olomouc aangelegd, terwijl op het noordelijke deel tennisvelden en een sport- en recreactiecentrum is gebouwd. In de directe nabijheid van het voormalige stadion bevinden zich het Andrův stadion, Zimní stadion en het zwemstadion.